# Kristupas Trepočka
Kristupas Trepočka (22 de mayo de 2006) es un deportista lituano que compite en natación, especialista en el estilo libre. Ganó una medalla de oro en el Campeonato Europeo de Natación de 2024, en la prueba de 4 × 200 m libre.

## Palmarés internacional
| Campeonato Europeo | Campeonato Europeo | Campeonato Europeo | Campeonato Europeo |
| Año                | Lugar              | Medalla            | Prueba             |
| ------------------ | ------------------ | ------------------ | ------------------ |
| 2024               | Belgrado (Serbia)  | Medalla de oro     | 4 × 200 m libre    |